# Розрахунок (Halo)
Розрахунок (Reckoning) — п'ятий епізод першого сезону американського воєнного науково-фантастичного серіалу «Halo». Епізод написано Джонатаном Лібесманом, режисура Джастіна Джуела Гілмера і Стівена Кейна. Перший показ відбувся 21 квітня 2022 року.

## Зміст
На Еридан-2 прибувають війська ККОН (Космічне Командування Об'єднаних Націй), щоб видобути артефакт з кристальної колони. Джон-117 зауважує, що Кай-125 повернула собі емоції та вважає це загрозою для успіху місії. Він відстороняє її від служби.
Внаслідок дій археологів артефакт приголомшує всіх, крім «Спартанців», сильним звуком, що руйнує кристал. Джон-117 вирішує скористатися цим, аби згадати більше про своє дитинство. Торкнувшись до артефакта, він розуміє — Голзі викрала його, замінивши двійником. Розлючений, він нападає на Голзі, проте Кортана за її командою знерухомлює «Спартанця».
У той же час Сорен-066 з Кван застрягли посеред пустелі. Сорен-066 покидає дівчину, прикувавши до мотоцикла, та вирушає на пошуки нового транспорту. Коли він повертається, Кван нападає на нього із засідки та паралізує електрошоком, після чого намірюється вбити.
Благословенна з загоном Ковенанту досліджує місце знахідки першого артефакта й відчуває, що друга частина схована на Еридані-2. Зореліт Ковенанту доставляє на Еридан-2 армію і починається битва, використовуючи наземні сили та повітряну підтримку. ККОН зазнає великих втрат. Джон-117 і Кай-125 повертаються в стрій, поки решта «Спартанців» евакуюють артефакт.
Кай-125, піддавшись емоціям, впадає в шок і не може дати відсіч ворогам. Джон-117 покидає артефакт, щоб врятувати її, та розправляється із загоном солдатів Ковенанту. Але ворогам усе ж вдається забрати артефакт і відлетіти, наостанок висадивши Благословенну на планету в одиночній капсулі.

## Сприйняття та відгуки
Станом на квітень 2025 року на сайті «IMDb» серія отримала 8.2 бала підтримки з можливих 10 при 6163 голосах користувачів.
У огляді «Den of Geek» Меган Кроуз проставлено 3 зірки із 5 та в огляді зазначено: «Нарешті „Halo“ придумав, як поєднати емоційне ядро з більшою активністю. Шкода, що це не відбувається трохи яскравіше. Але хардкорні шанувальники „Halo“ можуть вважати, що цей епізод вартий того, аби споглядати лише дію. Віхи з ігор і те, що виглядає як відшліфована анімація, роблять фінальну битву дуже захопливою, хоча деякі персонажі все ще не доопрацьовані. Загалом, і дія, й динаміка персонажів у цьому епізоді могли б використати трохи більше контрасту — але епізод добрий.»
Оглядач «IGN» Джессі Шеден писав: «Серіалу дещо не вистачає екшену та видовищності. І є питання надокучливого сюжету Хван Ха/Сорена. Хороша новина полягає в тому, що один із цих двох недоліків усунено в епізоді 5. Не дивно, що вищезгаданий сюжет не є більш захоплюючим у цьому епізоді, ніж протягом останніх кількох тижнів. Попри всі сильні сторони прем'єри серіалу „Halo“, цей епізод не найкраще впорався з відображенням масштабної дії в іграх. Незважаючи на те, що це шоу може бути дорогим, воно не справляється із завданням зображення істот і технологій Ковенанту та створення відчуття, що ці елементи є невід'ємною частиною живого середовища.»
Оглядач «The Washington Post» Джен Парк зазначав: «У цьому епізоді всі персонажі вступають в пряму конфронтацію, коли Чіф уже знає про своє походження, а Космічне командування ООН вимагає результатів від дорогої експедиції. Коли невелика армія на чолі з Чіфом розкопує ще один шматок артефакту, який веде до священного кільця „Halo“, Ковенант, який оголосив священну війну проти людей, спускається до їхнього розташування. І ми, нарешті, отримуємо масштабний, хаотичний бій, який відрізняє цю гру від будь-якої іншої серії.»

## Знімались
| Актор              | Роль                 |
| ------------------ | -------------------- |
| Пабло Шрайбер      | Чіф                  |
| Шабана Азмі        | адміралка Парангоскі |
| Наташа Кулзак      | Різ-028              |
| Олів Грей          | Міранда Кейс         |
| Єрін Ха            | Кван                 |
| Бентлі Калу        | Ваннак-134           |
| Кейт Кеннеді       | Кей-125              |
| Чарлі Мерфі        | Макі; Благословенна  |
| Денні Сапані       | Джейкоб Кейєс        |
| Джен Тейлор        | Кортана              |
| Бокім Вудбайн      | Сорен-066            |
| Наташа Мак-Елгон   | Кетрін Голзі         |
| Раян Макпарланд    | Адун                 |
| Ісаура Барбе-Браун | Кейті Ріос           |
| Каспер Кнопф       | молодий Джон         |
| Ганс Петерсон      | гвардієць            |